# Kattens spår
Kattens spår (engelska: Track of the Cat) är en amerikansk långfilm från 1954 i regi av William A. Wellman, med Robert Mitchum, Teresa Wright, Diana Lynn och Tab Hunter i rollerna.

## Handling
Curt Bridges (Robert Mitchum) och hans bror Arthur (William Hopper) spårar upp en puma som har dödat många av djuren på familjens ranch. Medan de väntar på att bröderna återvänder börjar familjen falla samman. Upptäckten av Arthurs lik gör situationen än värre.

## Rollista
| Robert Mitchum | – Curt Bridges   |
| Teresa Wright  | – Grace Bridges  |
| Diana Lynn     | – Gwen Williams  |
| Tab Hunter     | – Harold Bridges |
| Beulah Bondi   | – Ma Bridges     |
| Philip Tonge   | – Pa Bridges     |
| William Hopper | – Arthur Bridges |
| Carl Switzer   | – Joe Sam        |

## Produktion
Utomhussekvenserna spelades in vid Mount Rainier, Washington. Mitchum beskrev filmandet i bergen som det hårdaste han varit med om.
Filmen spelades in i färg, men regissören Wellman, tillsammans med fotografen William Clothier, skapade en färgpalett som främst byggde på svart och vitt. Vissa element står ut, såsom Mitchums röda jacka.

### Nomineringar
1. 1 2  Fagen, Herb (2003). The Encyclopedia of Westerns. sid. 442